# Файншмидт, Евгений Михайлович
Евге́ний Миха́йлович Фа́йншмидт (род. 22 августа 1940, Харьков) — советский, российский металловед, доктор технических наук, профессор; научный руководитель проблемной лаборатории промышленной экологии Нижнетагильского технологического института, почётный профессор УГТУ-УПИ.

## Биография
Ученик Б. С. Гельруда. С 1963 года, окончив металлургический факультет Уральского политехнического института им. С. М. Кирова, работал термистом, инженером-технологом на Уралвагонзаводе; начальником технического бюро, заместителем главного металлурга, главным металлургом Высокогорского механического завода.
В 1972 г. получил второе высшее образование по специальности «инженер-экономист». С 1987 года — доцент, профессор кафедры специального (ныне — общего) машиностроения Нижнетагильского технологического института (филиал Уральского федерального университета).
Входит в состав городского совета по экологии и землепользованию при главе города.

## Научная деятельность
В 1978 г. защитил кандидатскую, в 1993 — докторскую диссертацию.
Основные направления научных исследований:
- Экологически чистые процессы в машиностроении
- Технология и оборудование термической обработки и порошковой металлургии
- Повышение эксплуатационной стойкости формообразующего инструмента и деталей машин.

Избран действительным членом Академии инженерных наук РФ (1995), Международной академии наук экологии и безопасности жизнедеятельности (1997), Академии изобретательства; членом Российской ассоциации металловедов, членом-корреспондентом Российской Академии естественных наук.
Автор более 200 опубликованных научных работ, в том числе 35 авторских свидетельств и патентов, 4 монографий; сделал 2 научных открытия.

### Избранные труды
- Файншмидт Е. М., Баскаков А. П., Пумпянская Т. А. Аномальное окисление спеченных пористых сталей в процессе парооксидирования // Металловедение и термическая обработка металлов. — 1998. — № 7.
- Файншмидт Е. М., Баскаков А. П., Пумпянская Т. А. Явление образования сложных оксидных фаз переменного состава в порах спеченных сталей : Научное открытие (Диплом № 47) // Бюллетень ГВАК РФ. — 1997. — № 3.
- Файншмидт Е. М., Захаров А. С. Термическая обработка в кипящем слое деталей спецмашиностроения. — М.: ЦНИИНТИ, 1984. — 85 с.
- Файншмидт Е. М., Пегашкин В. Ф., Афанасьев Г. И. Конструкционные материалы в машиностроении : Учебное пособие. — Екатеринбург, 2006. — 205 с.
- Файншмидт Е. М., Пегашкин В. Ф., Пумпянская Т. А. Спеченные материалы и безотходные процессы в машиностроении : Учебное пособие. — Н.Тагил, 2004. — 199 с.
- Файншмидт Е. М. Одинарная обработка стали в кипящем слое // Металловедение и термическая обработка металлов. — 2004. — № 9.
- Файншмидт Е. М. Теория и технология термической обработки в кипящем слое : Черновская мемориальная лекция в МГУ // Металловедение и термическая обработка металлов. — 2003. — № 3.

## Награды
- Медали ВДНХ (1983, 1986)
- Премия им. Н. А. Минкевича (1983)
- орден «Звезда Вернадского» III степени Международного академического Союза (2000)
- Заслуженный изобретатель РФ (2002)[4]
- Премия-медаль им. В. Е. Грум-Гржимайло (2004)
- Премия-медаль им. Д. К. Чернова (2004)
- Грамоты Министерства машиностроения, Губернатора, Правительства области, Главы города[2][3].